# 日本のセパタクロー選手一覧
主なセパタクロー選手の一覧
日本代表、日本代表候補選手(順不同)

## 監督
- 平瀬律哉
- 牛尾衛
- 飯田義隆

## 男子
アタッカー(キラー)
- 寺本進
- 寺島武志
- 林雅典
- 佐藤優樹
- 田井中涼佑
- 萩原雄太
- 杉森圭太
- 山口裕太郎

トサー(フィダー)
- 高野征也
- 佐藤翼
- 田中庸介
- 渡部真識
- 矢澤幸宗
- 広澤智宏

サーバー(テコン)
- 山田昌寛
- 中塚智之
- 小林裕和
- 坂本竜太郎
- 栗村慎二
- 清水敦希
- 石塚雅之

## 女子
アタッカー(キラー)
- 奥千春
- 益子梓
- 佐藤雪絵
- 矢島歩
- 川又ゆうみ
- 長谷川栞

トサー(フィダー)
- 青木沙和
- 田中蕗菜
- 渡邉由香
- 岩野真弓

サーバー(テコン)
- 石原里美
- 石野有美
- 山口のはら

## 参考
- 全日本男子チーム
- 全日本女子チーム